# 笠井さやか
笠井 さやか（かさい さやか、1983年4月20日 - ）は、ジョイスタッフ所属のフリーアナウンサーである。新潟テレビ21および千葉テレビ放送の元アナウンサー。

## 来歴
- 神奈川県小田原市生まれ[1]、後に千葉県四街道市で育つ[2]。血液型はAB型。身長163cm。千葉県立千葉高等学校[3]、慶應義塾大学商学部卒業。
- 2007年4月に新潟テレビ21に入社。2010年3月に退社。
- 2010年4月に千葉テレビ放送に入社。2013年3月に退社。
- 2013年4月より、ジョイスタッフ所属のフリーアナウンサーとなる。
- 2015年12月に共著で『監督たちの高校サッカー』を出版
- 2016年11月5日に小学生時代の同級生と結婚したことを、翌日のブログにて発表。
- 2019年8月下旬に女の子を出産したことを、インスタグラムで発表。

## 人物
- 資格：ファイナンシャルプランナー2級、世界遺産検定3級、秘書検定2級、漢字検定準2級など
- 趣味：旅行、写真、テニス、ダンス、中国語（挨拶程度）、ヨガ、愛犬との散歩など。
- 特技：マラソン、書道5段。
- 兄と妹がいる[4]。
- チバテレオープニング・エンディングの「JOCL-DTV」の音声の主である。

## 担当番組

### 現在の出演番組
- くにまる食堂 (文化放送)中継リポーター　不定期
- 文京区民チャンネル キャスター (文京区役所広報番組、2015年4月 -）
- とうがねNews キャスター（東金市役所広報番組、2016年12月 -）
- ぐんま!トリビア図鑑リポーター（群馬テレビ）
- スーパーJチャンネル「きょうナビ」コーナー（テレビ朝日・関東ローカル）

### 過去の出演番組

#### フリー転身後
- 高校野球ダイジェスト（千葉テレビ放送、2013年7月、アシスタント）
- くにまるジャパン（文化放送）中継リポーター・不定期
- くにまるジャパン 極 (文化放送) 中継リポーター　不定期
- ヒットリサーチ (BS-TBS)
- ザ・サンデー千葉市（千葉テレビ放送、2012年4月‐2017年3月、MC）チバテレ退職後も継続出演していた。

#### 千葉テレビ在籍時
特記事項がない限りは、全てチバテレの番組
- チバテレビカラオケ大賞21 - 2010年6月・12月のグランドチャンピオン大会放送時のみ、インタビュアーとして出演
- 選挙特番
  - 参院選2010 千葉の風を読む（2010年6月22日）
  - 勝浦市長選挙特番（2011年2月13日）
  - 統一地方選挙特番（2011年4月10日・4月24日） - 谷岡恵里子・川角きみの[5]も出演
  - 白井市長選挙・千葉県議会議員浦安市選挙区再選挙特番（2011年5月22日）
  - 野田市長選挙特番（2012年6月24日）
  - 印西市長選挙特番（2012年7月8日）
- 東日本大震災関連特番（未来へ…被災地・千葉の○年） - 『千葉の半年』『千葉の1年』『千葉の2年』いずれもナレーション担当
- アグレッシブですけど、何か?（2011年8月-9月、広島ホームテレビ制作） - 「ローカルMCサバイバー」の進行役
- 高校野球ダイジェスト（2012年7月、アシスタント）
- ええじゃないか。（三重テレビ放送制作） - 富津市の旅でのゲスト出演（チバテレでは2012年11月29日放送、制作局の三重テレビでは2012年11月26日放送）
- ありがとッ!（テレビ神奈川制作、2012年12月14日）
- ごごたま（テレビ埼玉制作、2012年12月14日）
『ありがとッ!』・『ごごたま』出演は、『ハピモ』での罰ゲーム執行に伴うもの。
- ハピはぴ・モーニング〜ハピモ〜（2011年4月4日 - 2013年3月18日[6]）
- NEWSチバ600・930（2010年4月5日 - 2013年3月22日）
- ONGAX（2012年4月 - 2013年3月）
- アナ麺!!（2010年10月 - 2013年3月）
- 全国高等学校サッカー選手権大会（チバテレを含めた民放43社共同制作、千葉県代表リポーター）
フリー転向後も、2013年-2014年の第92回大会まで担当

#### 新潟テレビ21在籍時
- まるどりっ!（リポーター）
- スーパーJチャンネルにいがた（お天気キャスター）
- UXニュース
- パネルクイズ アタック25（朝日放送、2010年1月10日、女性アナウンサー大会解答者）
- 朝だ!生です旅サラダ（中継リポーター）